# Anticarsia creberrima
Anticarsia creberrima är en fjärilsart som beskrevs av Walker 1858. Anticarsia creberrima ingår i släktet Anticarsia och familjen nattflyn. Inga underarter finns listade i Catalogue of Life.